# Salganea kodaikanalensis
Salganea kodaikanalensis är en kackerlacksart som beskrevs av Roth, L. M. 1979. Salganea kodaikanalensis ingår i släktet Salganea och familjen jättekackerlackor. Inga underarter finns listade i Catalogue of Life.